# 노획물
노획물(鹵獲物)은 전쟁 등에서 빼앗은 물건이다.
해군법에서 노획물은 무장 충돌 중에 포획된 장비, 차량, 선박 및 화물이다. 이런 의미에서 노획물의 가장 일반적인 용도는 전쟁 상금으로 적의 배와 화물을 나포하는 것이다. 과거에는 일반적으로 포획 부대가 포획한 녹획물 가치의 일부를 할당받았다. 국가는 종종 사적인 당사자가 적의 재산, 일반적으로 선박을 점령할 수 있는 권한을 부여하는 상표권을 부여했다. 일단 선박이 우호적인 영토에 확보되면, 선박은 노획물 사건의 대상이 된다. 즉, 법원이 유죄 판결을 받은 재산의 상태와 재산을 처분할 방식을 결정하는 대물 소송 절차로 볼 수 있다.

## 같이 보기
- 전리품